# Gymnasium Koblenzer Straße

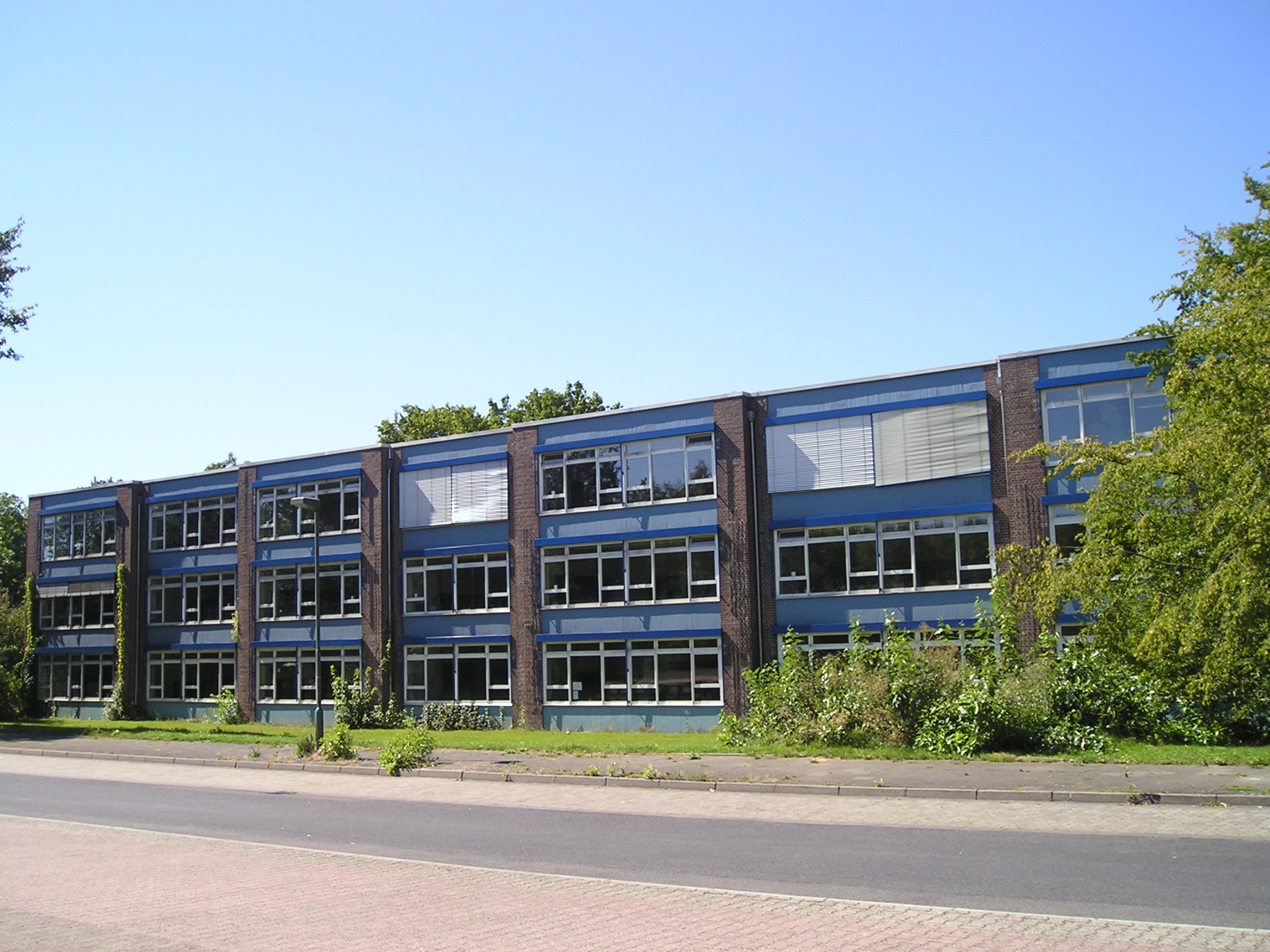
Schulgebäude von Süden

Das Gymnasium Koblenzer Straße, auch Kobi genannt, ist ein Gymnasium mit Ganztagsunterricht im Düsseldorfer Stadtteil Urdenbach, das 2017 sein 50-jähriges Bestehen feierte.

## Geschichte

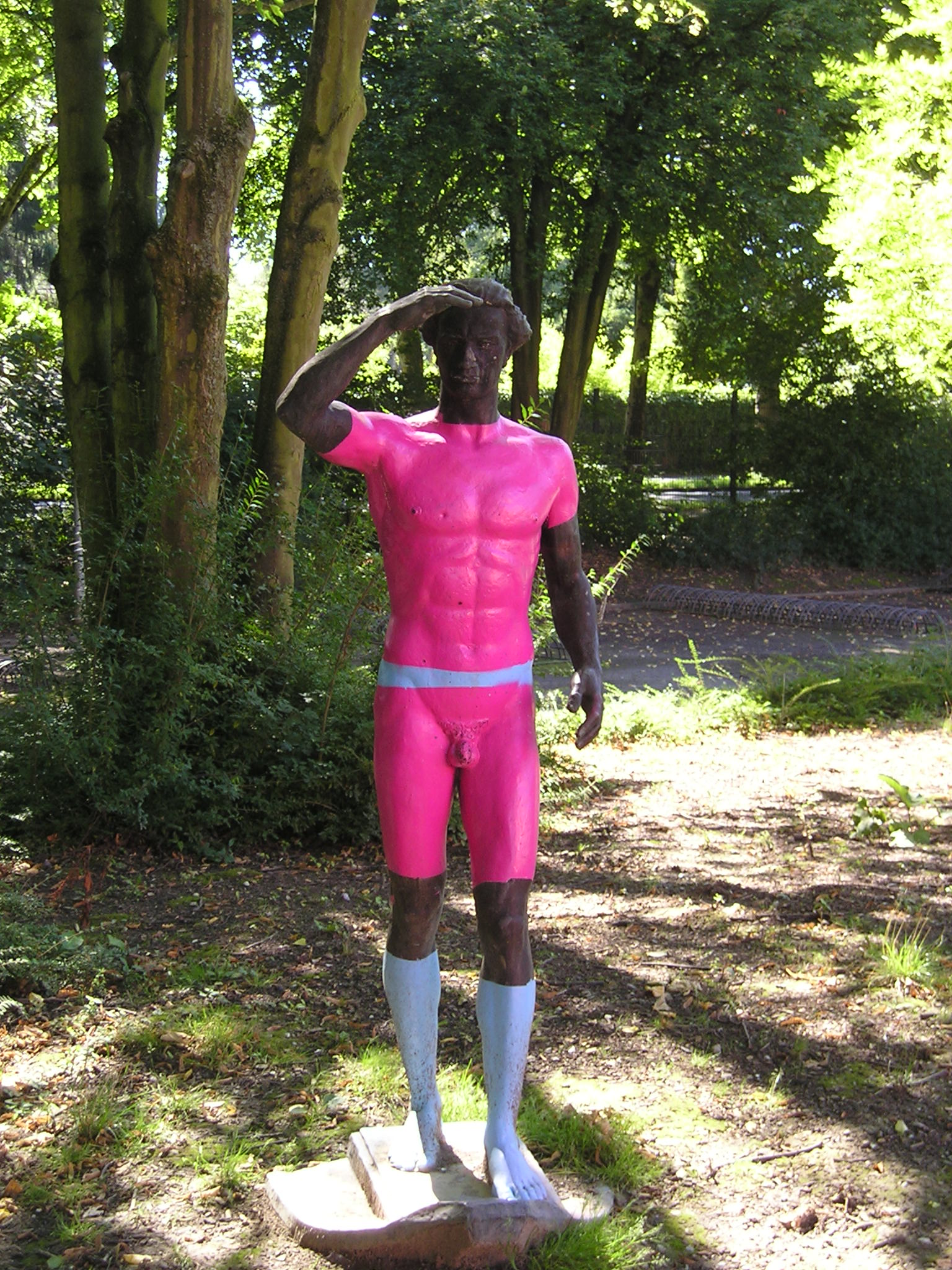
Jüngling von Johannes Knubel, 2007

Das Gymnasium Koblenzer Straße wurde als reine Jungenschule im Jahr 1967 gegründet und entstand durch die Teilung der Schülerschaft und des Lehrerkollegiums des Schloßgymnasiums Benrath. Im Sommer 1967 nahm es als städtisches neusprachliches Gymnasium den Schulbetrieb auf, während das Schloßgymnasium ein altsprachliches Gymnasium blieb. Das Gymnasium Koblenzer Straße ist als einziges Düsseldorfer Gymnasium nicht nach einem Namensgeber benannt. 1971 wurde, auf Wunsch des Direktors des Gymnasiums, die Skulptur „Jüngling“ von Johannes Knubel (eine Stiftung der Karstadt AG) im Schulhof aufgestellt. 1973 wurde die Koedukation eingeführt und auch Mädchen besuchten die Schule.

### Kunstausstellung
Im Januar 1969 sorgte die von dem Schüler Michael Breer organisierte Kunstausstellung „gymnasia“ mit Werken der Düsseldorfer Avantgarde im Keller der Schule für Aufsehen. Die Künstler, von denen einige an der Düsseldorfer Akademie tätig waren und später weltberühmt sein sollten, irritierten die Besucher mit ihren ungewöhnlichen Werken. Günther Uecker bestückte eine Waschmaschine mit Nägeln, Klaus Rinke führte im Wasser schwimmende Tonnen vor und Joseph Beuys stellte hier erstmals seine später berühmt gewordene Kinderbadewanne aus. Ebenfalls beteiligt waren Heinz Mack, Gerhard Richter, Sigmar Polke, Blinky Palermo, Daniel Spoerri und andere Größen der Düsseldorfer Kunstszene.

### Dependance
Als die Schule wegen steigender Schülerzahlen Platzprobleme hatte, bekam sie eine Dependance an der Franz-Liszt-Straße in Düsseldorf-Benrath, in der bis 1983 die Unterstufenschüler unterrichtet wurden. Danach mussten bis zur Errichtung der Aula im Jahr 2004 die Oberstufenschüler für manche Kurse Räume der benachbarten Theodor-Litt-Realschule nutzen.

### Aula

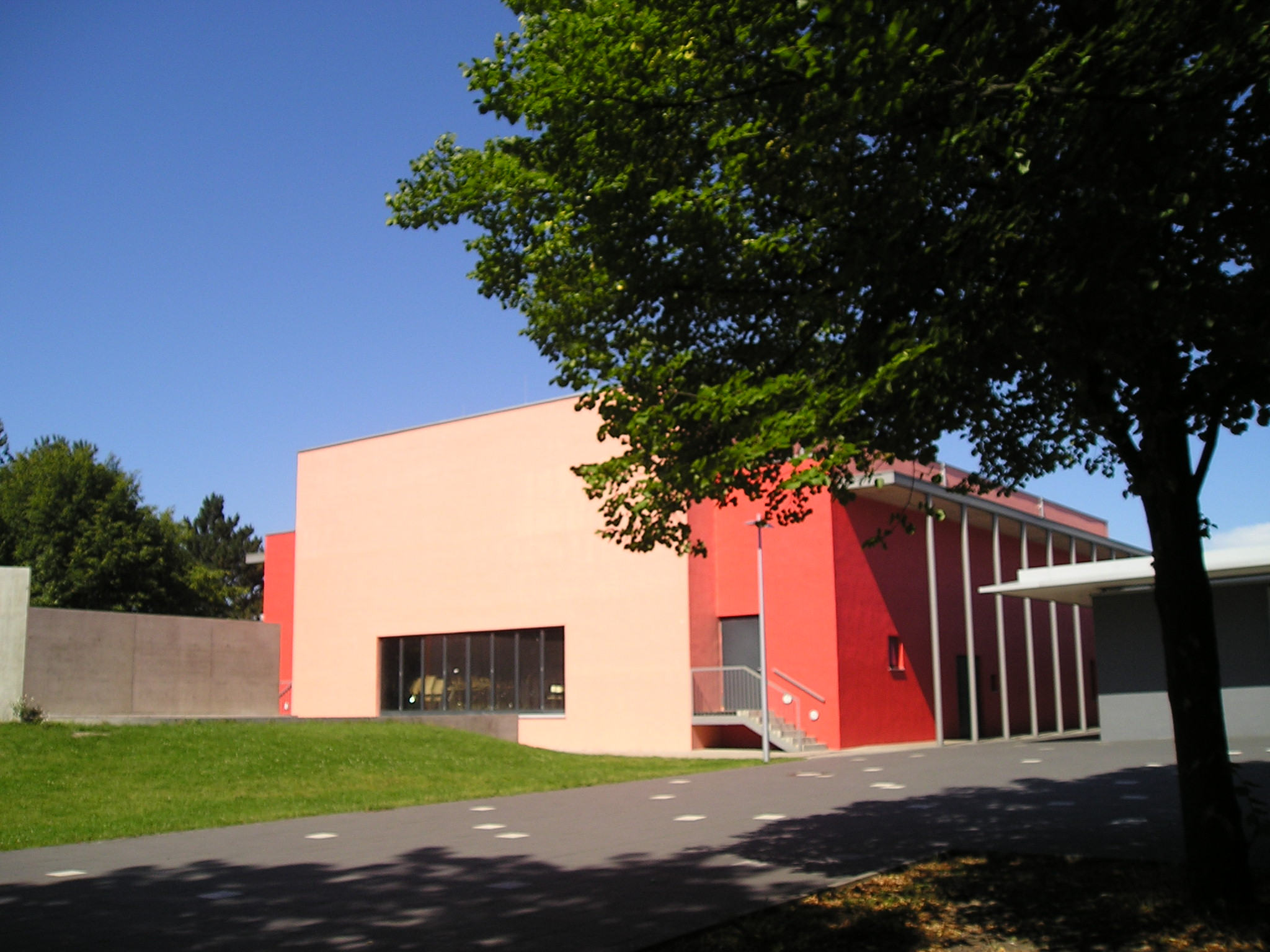
Aula

Das Gymnasium erhielt im Jahr 2004 einen Aula-Neubau mit über 700 Plätzen sowie ein eigenes, einzelnes Studiengebäude, in dem der Oberstufen-Unterricht abläuft. Dort sind zwölf Klassenräume vorhanden. In diesem Gebäude ist eine Cafeteria integriert, die einen Mittagstisch für die Ganztagsschüler bereitstellt und über drei Speisesäle verfügt. Die Aula wird auch von der Theodor-Litt-Realschule verwendet.

### Skulptur für Kunstpfad
Im Jahr 2007 wurde für den Urdenbacher Kunstpfad eine von Schülern kreierte Stahl-Beton-Plastik erstellt: „Kobi-topia“, die die Schule der Zukunft darstellen soll.

### 40. Jubiläum
Das Gymnasium Koblenzer Straße feierte im Jahr 2007 sein 40-jähriges Bestehen. Zu diesem Anlass erschien eine 172 Seiten starke Festschrift.

### Ganztagsschule
Seit dem Schuljahr 2009/10 wird eine verlässliche tägliche Ganztagsbetreuung bis 16:00 Uhr geboten. An drei Tagen in der Woche wird regulärer Unterricht bis 15:00 Uhr durchgeführt. Hierfür wird der Unterrichtsbeginn auf 8:00 Uhr verlegt und eine Mittagspause von einer halben Stunde eingeschoben.

### Beschränkung der Neuanmeldungen auf Düsseldorfer Schüler
Seit dem Schuljahr 2011/12, für das eine zusätzliche Eingangsklasse eingerichtet werden musste, nimmt das Gymnasium Koblenzer Straße zur Neuanmeldung für die 5. Jahrgangsstufe – wie die übrigen Düsseldorfer Gymnasien – nur dann Schüler aus dem Düsseldorfer Umland auf, wenn bereits Geschwister dort unterrichtet werden. Mit dieser Maßnahme soll verhindert werden, dass Düsseldorfer Schüler wegen einer zu hohen Zahl der Anmeldungen abgewiesen werden müssen.

### 50. Jubiläum
Am 30. September 2017 feierte die Schule ihr 50. Jubiläum mit einer Feier, zu der 1000 Gäste eingeladen waren.

### Kapazitätserweiterung 2018
Ab Januar 2018 wurde für 14,9 Mio. Euro mit dem Bau von zwei neuen Gebäuden für zusätzliche neue Klassenzimmer, ein neues Lehrerzimmer und weitere Büroräume sowie eine Dreifach-Turnhalle, die vom Annette-von-Droste-Hülshoff-Gymnasium und der Theordor-Litt-Realschule sowie dem Sportverein Garather SV mitgenutzt werden soll, begonnen. Das Richtfest der Bauten erfolgte bereits am 17. Mai 2018. Die Fertigstellung war Ende Januar 2019.

## Schulleiter
| Jahr      | Schulleiter                  |
| --------- | ---------------------------- |
| 1967–1979 | Rudolf Pentzlin              |
| 1979–1990 | Franz-Josef Speemanns        |
| 1990–1992 | Gunter Stauf (kommissarisch) |
| 1992–2006 | Gerhard Krapohl              |
| 2006–2021 | Peter Labouvie               |
| seit 2021 | Philipp Radermacher          |

## Lehrerkollegium
Das Lehrerkollegium des Gymnasiums Koblenzer Straße umfasst ca. 77 Lehrer.

## Profil
Das Gymnasium Koblenzer Straße ist ein städtisches Gymnasium. Etwa 1035 Schüler werden im Schuljahr 2024/2025 unterrichtet. 
Das Gymnasium Koblenzer Straße bietet Englisch bereits erste Fremdsprache in der 5. Jahrgangsstufe an. In Klasse 7 kommen wahlweise Französisch oder Latein als zweite Fremdsprache hinzu.
Ab Jahrgangsstufe 9 ist es möglich, Spanisch als dritte Fremdsprache zu wählen.
Für Französischlernende wird in der 7. Klasse ein eintägiger Ausflug und in der 9. Klasse ein zweitägiger Ausflug ins belgische Lüttich unternommen. In der Q1 der Oberstufe gibt es eine dreitägige Fahrt nach Paris.
Im Fach Latein finden parallel in Jahrgangsstufe 7 ein eintägiger Ausflug nach Xanten (Archäologischer Park Xanten) und in Jahrgangsstufe 9 eine dreitägige Exkursion nach Trier statt.
In der 9. Jahrgangsstufe besteht die Möglichkeit, am einwöchigen Schüleraustausch mit dem Collège St. Joseph in Nozay im Département Loire-Atlantique teilzunehmen.
Bei der Wahl der Leistungskurse der Oberstufe kann den Schülern ein breites Spektrum angeboten werden, da das Gymnasium Koblenzer Straße mit einem weiteren Gymnasien in Benrath, dem Annette-von-Droste-Hülshoff-Gymnasium kooperiert. Für das Schuljahr 2023/2024 ist das Gymnasium Koblenzer Straße als Bündelungsgymnasium ausgewiesen.

## Zusatzangebote
In den Jahrgangsstufen 5 und 6 besteht die Möglichkeit, in einer Musikklasse mit drei Stunden Musikunterricht für ein Blasinstrument mitzumachen. Es werden hierbei Mietinstrumente zur Verfügung gestellt. Die Schüler können unter Trompete, Horn, Saxophon, Klarinette, Flöte, Euphonium, Posaune wählen. Mehr als die Hälfte der Schüler der fünften und sechsten Klassen sind in diesen sogenannten Bläserklassen aktiv.
Für die Jahrgangsstufen 7 und 8 werden in Französisch DELF-Kurse offeriert. Für die Jahrgangsstufen 9 und 10 gibt es eine Option, den Sprachkurs „Englisch als Fremdsprache im Beruf“ zum Erwerb der IHK-Zusatzqualifikation zu belegen.
Überdies wird den Schülern der Jahrgangsstufen 5 bis 7 als offene Ganztagsbetreuung eine Hausaufgabenbetreuung und Nachhilfeunterricht in Zusammenarbeit mit der AWO Düsseldorf e. V. ermöglicht.

## Arbeitsgemeinschaften

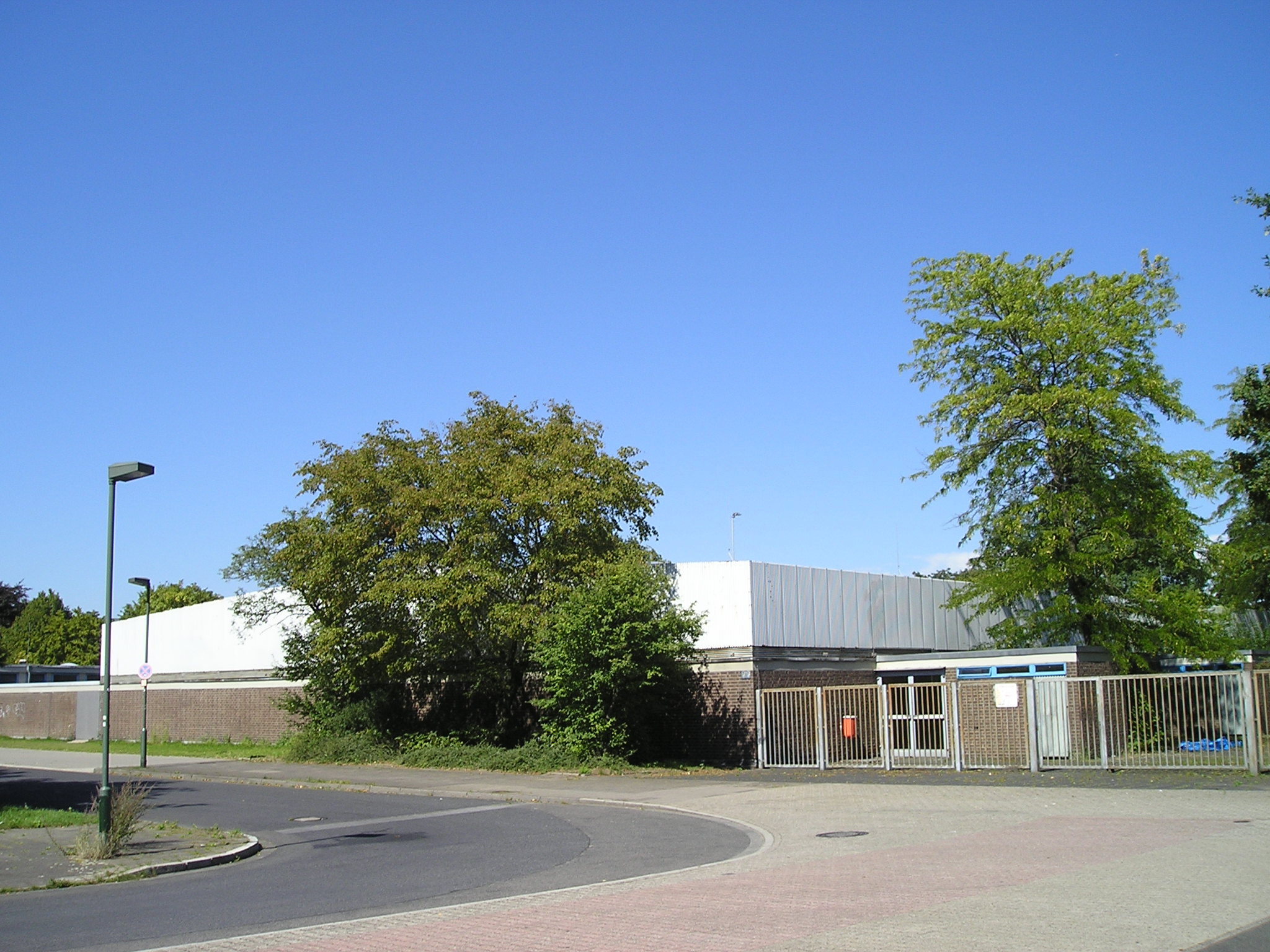
Dreifachsporthalle des Gymnasiums und der Realschule

Nach dem regulären Unterricht finden eine große Zahl freiwillige Arbeitsgemeinschaften statt.
Alle Schüler können nach ihren Neigungen daran mitwirken. Beispielsweise kann man für das Fach Musik im Unter- oder Oberstufenchor singen, oder sein Instrument im Junior-Blasorchester, dem Schulorchester oder der Marching-Band spielen. Für die Teilnahme an den Orchestern und an der Marching Band ist der Besitz von Privatinstrumenten Voraussetzung. Die Schüler können schöpferisch in Arbeitsgemeinschaften für Kunst und Theater sowie Fotografie in der Jahrgangsstufe 9 tätig sein oder ihre Computerkenntnisse im Fach Informatik in der Internet-AG vertiefen. In der Biologie-AG können sie praktische Erfahrungen im Schulbiotop und der Biologischen Station Urdenbacher Kämpe sammeln. Außerdem können sie sich in Arbeitsgemeinschaften in den Sportarten Badminton, Basketball, Fußball, Kanu oder Lauf-Treff betätigen. Die Hallensportarten werden in der Sporthalle, die als Dreifachsporthalle konzipiert ist, durchgeführt. Die Lichtkuppeln dieser Sporthalle wurden im September 2013 ausgetauscht. In der Oberstufe können sie in einer Arbeitsgemeinschaft zusätzlich die Fremdsprache Italienisch erlernen. Ferner besteht die Möglichkeit ab Jahrgangsstufe 7 eine freiwillige Arbeitsgemeinschaft im Rahmen des Landeswettbewerbs Jugend forscht/Schüler experimentieren zu belegen. Mehrere Preise im Landeswettbewerb bei „Jugend forscht“ sowie weitere Podiumsplätze im stadtweiten Vergleich in Düsseldorf stehen für das gute Niveau der Teilnehmer.

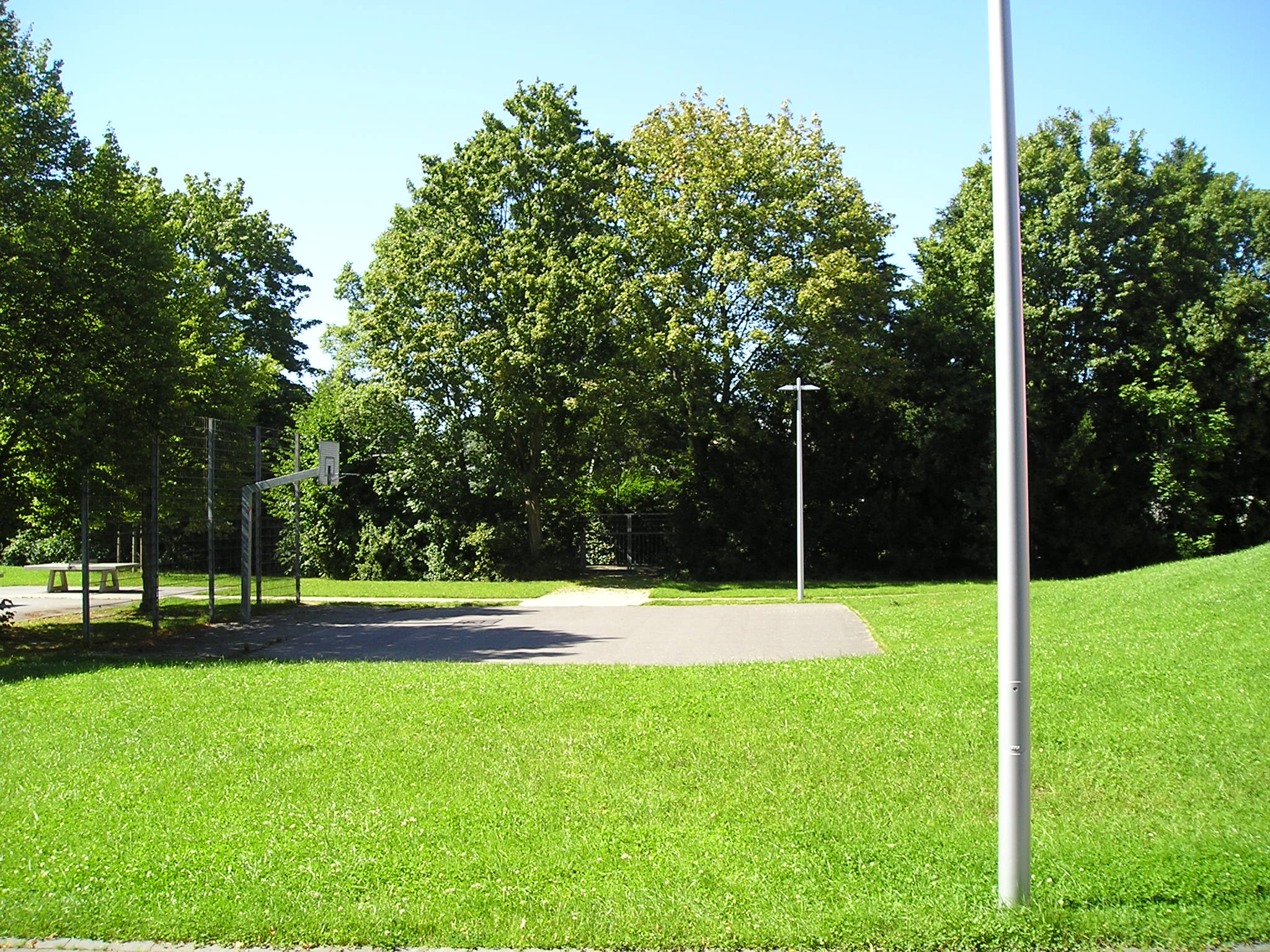
Basketballfeld mit Tischtennisplatte

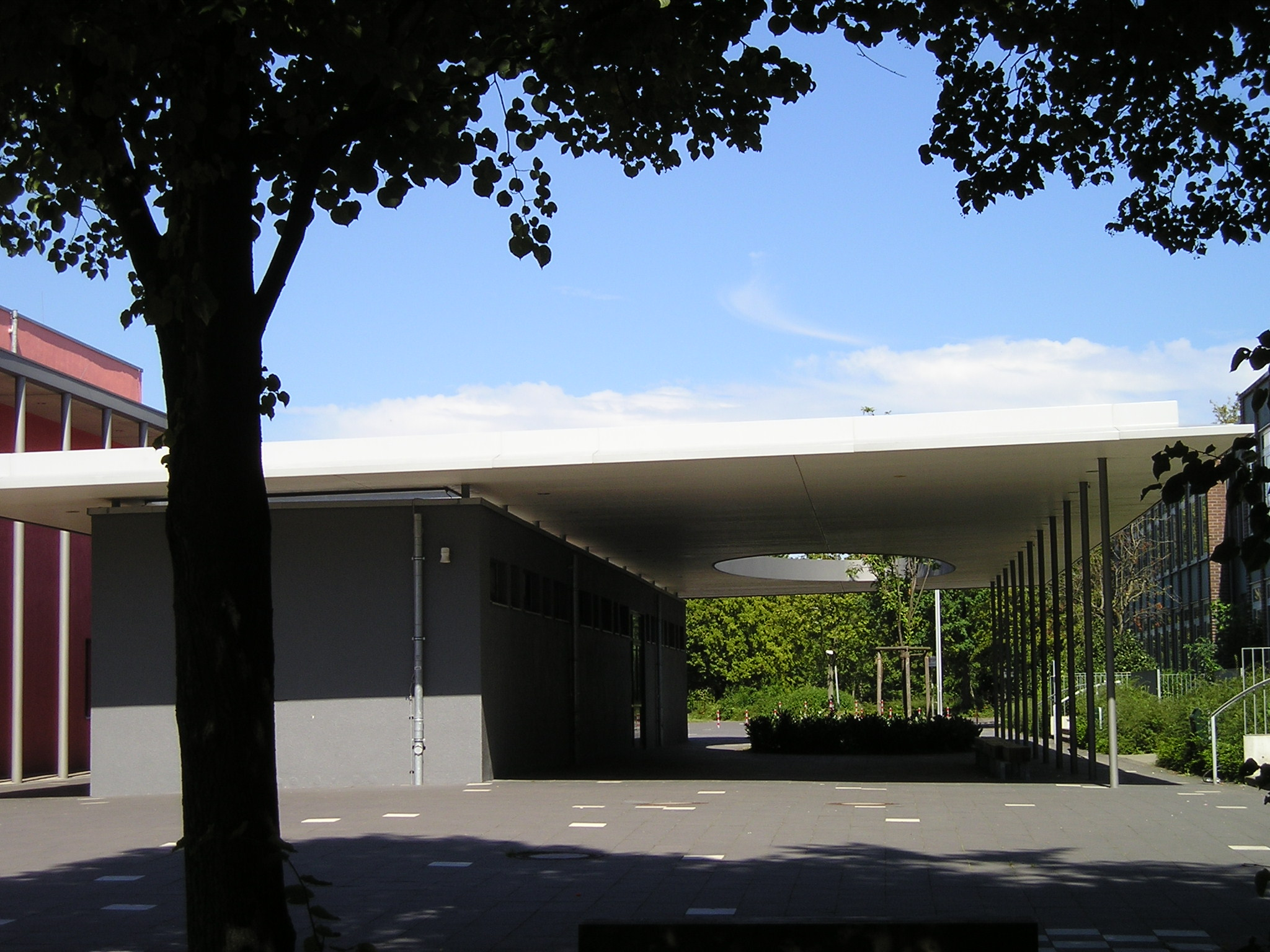
Überdachter Pausenhofteil

## Schulkonzerte
Halbjährlich finden in der Aula des Gymnasiums Schulkonzerte statt. Die zwei Konzerte finden meist einmal im Januar als Winterkonzert und einmal im Juli als Sommerkonzert statt. Zu den Konzerten bereitet die Fachschaft Musik mit ihren Chören und Musikorchestern viele Stücke vor, welche meist aktuell und dennoch themenbezogen die Zuschauer unterhalten. Die Bedienung der Bild- und Tontechnik wird von engagierten Lehrern und Schülern durchgeführt.

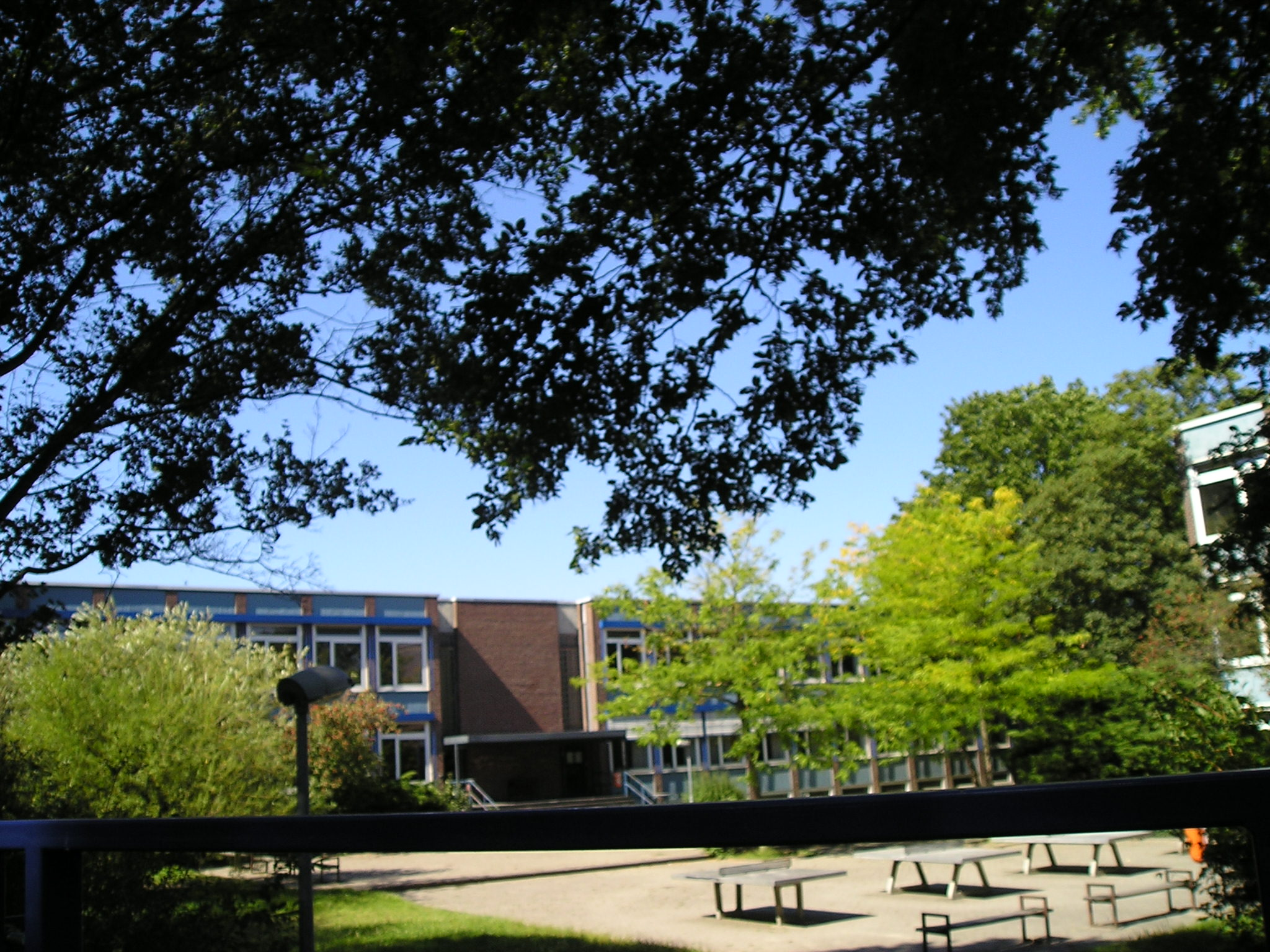
Unterstufenschulhof

## Schulhof
Auf dem Schulhof ist ein Spielfeld für Basketball und drei Tischtennisplatten vorhanden. Für Regenpausen ist ein Teil des Schulhofes überdacht. Die Schule hat außerdem einen geräumigen separaten Schulhof für die Unterstufe, wo ebenfalls drei Tischtennisplatten aufgestellt sind. Die Fahrräder der Schüler können auf dem Schulhof in Fahrradständern abgestellt werden.

## Kooperationen mit Unternehmen
Die Schule hat Unternehmens- und Lernpartnerschaften geknüpft mit der Stadtsparkasse Düsseldorf, dem Unternehmen ThyssenKrupp Nirosta in Düsseldorf-Benrath sowie der Biologischen Station Urdenbacher Kämpe e.V in der Urdenbacher Kämpe.

## Berufsorientierung
- Seit 1979 führen die Schüler der 10. Jahrgangsstufe (EF) im Januar ihr zweiwöchiges Berufspraktikum durch.
- Seit 1982 finden alle zwei Jahre drei Tage zur Berufsorientierung für die Jahrgangsstufen 10 und 11 mit Informations- und Diskussionsreihe mit ca. 65 Referenten aus verschiedenen Berufen statt.

## Kunstkalender
Jährlich gestalten die Schüler einen Kunstkalender mit Bildern aus dem Kunstunterricht.

## Schülerzeitung
1968 wurde die Schülerzeitung vielleicht gegründet, von der nur drei Ausgaben erschienen sind. Das Titelbild von Nr. 2 wurde von Günther Uecker gestaltet; Gerhard Richter entwarf das Titelbild der Nr. 3. 
Von den 1970er Jahren bis 2005 existierte die Schülerzeitung Blubb.

## Ehemaligentreffen
Ein Ehemaligentreffen und ein Frühschoppen finden jedes Jahr am letzten Samstag im September statt.

## Persönlichkeiten

### Schüler
- Sammy Amara (* 1979), Andreas „Andi“ Brügge, Ines Maybaum und Ronald „Ron“ Hübner von der Punkrockband Broilers
- Claus Fey (* 1955), Handballer
- Jürgen Kohler (* 1953), Rechtswissenschaftler
- Torsten Mindermann (* 1972), Ökonom und Hochschullehrer
- Alexandra Schreiber (* 1963), Judoka
- Till Schmerbeck (* 1969), Filmproduzent
- Viktor Worms (* 1959), Journalist und Fernsehmoderator
- Christian Zeelen (* 1974), Journalist und Chefredakteur[31]

### Lehrer
- Albert Fürst (1920–2014), Künstler und Kunstlehrer
- Katrin Schusters (* 1997), Studienreferendarin und Geherin